# (8909) Ohnishitaka
(8909) Ohnishitaka (1995 WL7) – planetoida z pasa głównego asteroid okrążająca Słońce w ciągu 4,72 lat w średniej odległości 2,81 au. Odkryta 27 listopada 1995 roku.